# Marina Lewycka
Marina Lewycka, född 1946 i Kiel, Tyskland, är en brittisk författare av ukrainskt ursprung.
Lewycka föddes efter andra världskriget i ett flyktingläger i Kiel. Några år senare flyttade hon tillsammans med sin familj till Storbritannien, där hon senare studerade vid Keele University samt undervisade i mediavetenskap vid Sheffield Hallam University fram till sin pensionering i mars 2012.
2005 debuterade hon som författare med romanen En kort berättelse om traktorer på ukrainska, som blev en internationell bästsäljare och vann flera priser - däribland Bollinger Everyman Wodehouse Prize och Waverton Good Read Award. Den översattes även till många språk, såsom norska, tyska, nederländska, svenska och italienska. Den nominerades även till Orange Prize for Fiction. I februari 2007 utkom hennes andra roman, Två husvagnar.

## Biografi
Lewycka föddes i ett flyktingläger utanför Kiel strax efter andra världskrigets slut, 1946. På grund av en förkärlek till mannagryn fick hon tidigt smeknamnet Marina Semolina. Redan vid ett års ålder flyttade familjen till England, där hennes mor tog upp arbete som hushållsarbetare. Hos de hem där hennes mor arbetade fick Marina lära sig en sofistikerad och högtidlig engelsk dialekt trots det utländska påbråt. 1949 flyttade familjen till sitt eget första hem i den lilla gruvstaden Norton, där hennes far började arbeta för ett traktorföretag i Doncaster. Hon gick då i skolan i Pontefract.
1954 flyttade familjen till Doncaster, och under hennes skolgång där blev hon utsatt för mobbning. Familjen flyttade vidare till Gainsborough och Witney, och fick ett allt stigande intresse för litteratur: från Biggles till Walter de la Mare och Alfred Tennyson.
1964 började hon studera engelska och filosofi vid Keele University, och under engelskundervisningen där fattade hon intresse för Chaucer, Shakespeare, Yeats och James Joyce. Därefter tog hon en filosofie kandidat vid University of York samt en påbörjad filosofie doktorsgrad vid Kings College London som hon dock aldrig avslutade - 1968-revolutionerna hade börjat och drog Lewyckas intresse från studierna.